# Schloss Arcelot

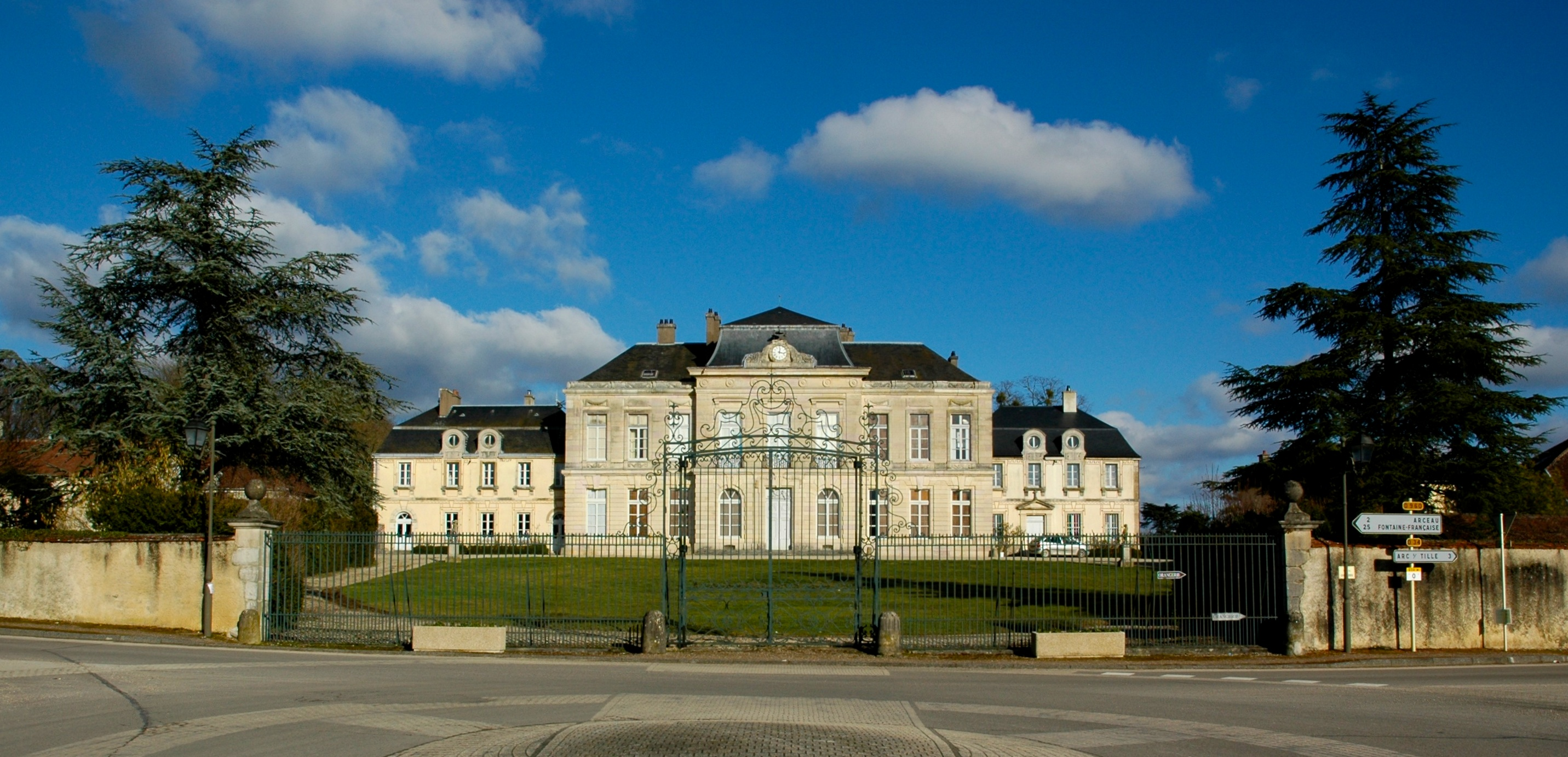
Schloss Arcelot

Das Schloss Arcelot (französisch Château d’Arcelot) steht in der französischen Gemeinde Arceau im Kanton Mirebeau sur Bèze des Départements Côte-d’Or, das zur Region Bourgogne-Franche-Comté gehört.
Das Schloss wurde am 22. September 1948 als Monument historique klassifiziert und damit unter Denkmalschutz gestellt. Am 30. April 1999 wurde die Klassifizierung auf den Schlosspark erweitert. Eine Besonderheit des Schlosses ist der große Salon, der vollständig mit Marmor und buntem Stuck ausgestattet ist, eine Rarität im Burgund. Das Anwesen befindet sich in Privatbesitz.

## Geschichte
Die Anfänge des Schlosses reichen ins Jahr 1217 zurück. Aus dieser Zeit stammt die Kapelle, die zum Schloss gehört. Die ersten Arbeiten am Schloss in der heutigen Form wurden unter Philibert I. von Verchère, zwischen 1711 und 1720 ausgeführt. Es handelte sich um ein Gebäude mit zwei Pavillons. Sein Enkel Philibert II., Marquis von Arcelot, seinerzeit Rat des Parlements von Burgund, ließ das heutige Schloss vom Architekten Thomas Dumorey zwischen 1761 und 1764 errichten. Es war das erste Schloss im neoklassischen Stil im Burgund. Das Schloss wurde bis 1870 in direkter Linie weitervererbt. In jenem Jahr verstarb Guillaume Verchère ohne Nachkommen. Deshalb ging das Erbe an den Sohn seiner Schwester, die 1801 Antoine-Bernard Carrelet de Loisy geheiratet hatte. Seit Ernest Carrelet de Loisy ist das Schloss im Besitz dieser Familie.

## Park und Garten
Hinter dem Schloss liegt einer der größten Parks in Burgund. Die 45 ha große Parkanlage, zum Teil im Stil eines englischen Gartens angelegt, wurde vom Landschaftsarchitekten Jean-Marie Morel realisiert und ist einer der wenigen, die den Gestalter überdauerten. Eine Besonderheit ist außerdem die sieben Hektar große Teichanlage.